# ZLM Tour (meerdaagse koers)
De ZLM Tour (voorheen Ster ZLM Toer & Ster Elektrotoer) is een meerdaagse wielerwedstrijd in Nederland. Sinds 2005 maakte deze wedstrijd deel uit van het Europese continentale circuit van de UCI, de UCI Europe Tour met een rating van 2.1. In 2020 echter werd ze ingedeeld in de UCI ProSeries.

## Geschiedenis
De oorsprong van de wedstrijd ligt in de eendaagse wedstrijd Omloop van Schijndel-Bosweg, die in 1987 werd uitgebreid tot de Driedaagse van Schijndel. Van 1990-1997 werd de koers verreden als de Teleflex Tour en vervolgens van 1998-2000 als Ster der Beloften. In 2005 werd dan de naam Ster Elektrotoer aangenomen.
Vanaf 2011 komt er een nieuwe hoofdsponsor, waardoor de nieuwe naam Ster ZLM Toer - GP Jan van Heeswijk wordt. De toevoeging is een hommage aan de in 2010 overleden Jan van Heeswijk, jarenlang bezieler van de Ster Elektrotoer. Vanaf 2019 is de naam van deze meerdaagse koers voor sprinters ZLM Tour.
In 2018 ging de Ster ZLM Toer niet door, omdat verschillende etappeplaatsen afhaakten. Er was onvoldoende tijd om alternatieven te vinden en vergunningen rond te krijgen. In 2020 en 2021 ging de ronde niet door vanwege de coronapandemie. In 2025 wordt de koers niet verreden, omdat er vanwege een NAVO-top onvoldoende capaciteit bij de politie is om de koers te begeleiden.

## Truien en geldprijzen
- Gele trui - Leider in het algemeen klassement
- Witte trui - Leider in het jongerenklassement
- Blauwe trui - Leider in het puntenklassement

## Lijst van winnaars

### Overwinningen per land
| Overwinningen | Land                                                                                     |
| ------------- | ---------------------------------------------------------------------------------------- |
| 18            | Nederland                                                                                |
| 7             | België                                                                                   |
| 3             | Duitsland                                                                                |
| 1             | Australië, Frankrijk, Italië, Noorwegen, Portugal, Verenigd Koninkrijk, Verenigde Staten |